# بيت شهم (الطويلة)

تعديل مصدري - تعديل

بيت شهم هي إحدى قرى عزلة بني الخياط بمديرية الطويلة التابعة لمحافظة المحويت، بلغ تعداد سكانها 743 نسمة حسب تعداد اليمن لعام 2004.